# Сентяк
Сентяк — деревня в Зеленодольском районе Татарстана. Входит в состав Большекургузинского сельского поселения.

## География
Находится в западной части Татарстана на расстоянии приблизительно 29 км по прямой на северо-восток по прямой от районного центра города Зеленодольск у речки Петьялка.

## История
Известна с 1613—1616 годов как Сейтякова. Упоминалось позже также как Малый Кульбаш, Малый Сентяк.
В «Списке населенных мест по сведениям 1859 года», изданном в 1866 году, населённый пункт упомянут как казённая деревня Сентяк 3-го стана Казанского уезда Казанской губернии. Располагалась при безымянном ключе, по правую сторону почтового тракта из Казани в Царёвококшайск, в 29 верстах от уездного и губернского города Казани и в 29 верстах от становой квартиры в казённой деревне Верхние Верески. В деревне, в 13 дворах проживали 114 человек (55 мужчин и 59 женщин).

## Население
Постоянных жителей было: в 1782 году — 25 (души мужского пола), в 1859 — 114, в 1897 — 192, в 1908 — 242, в 1920 — 207, в 1926 — 277, в 1938 — 264, в 1949 — 200, в 1958 — 127, в 1970 — 159, в 1979 — 98, в 1989 — 53, в 2002 — 42 (татары 100 %), 26 — в 2010.